# Азизов, Абдусалом Абдумавлонович
Абдусало́м Абдумавло́нович Ази́зов (узб. Abdusalom Abdumavlonovich Azizov; род. 20 января 1960, Ташкент, Узбекская ССР, СССР) — узбекистанский государственный деятель, генерал-лейтенант, с 11 февраля 2019 по 23 ноября 2024 года председатель Службы государственной безопасности Республики Узбекистан. 
С 15 июля 2019 года по настоящее время также президент Ассоциации футбола Узбекистана. 
С 4 января по 4 сентября 2017 года министр внутренних дел Республики Узбекистан, с 4 сентября 2017 по 11 февраля 2019 года министр обороны Республики Узбекистан.

## Биография
Абдусалом Абдумавлонович Азизов родился 20 января 1960 года в Ташкенте. Проходил срочную службу в рядах Советской армии. Окончил Ташкентскую школу милиции (сейчас Академия МВД Республики Узбекистан). С 1982 по 2001 год служил в Главном управлении внутренних дел (ГУВД) города Ташкента от инспектора КПП до первого заместителя начальника ГУВД. В 2001—2002 годах — начальник ГУВД города Ташкента.
С января 2002 по сентябрь 2006 года являлся председателем правления национальной холдинговой компании «Узбекнефтегаз». С сентября 2006 по ноябрь 2008 года — генеральный директор акционерной компании «Узнефтепродукт» (дочерней компании Узбекнефтегаза).
В ноябре 2008 года вернулся на работу в Министерство внутренних дел Республики Узбекистан и в ноябре-декабре того же года служил в должности заместителя министра внутренних дел Баходыра Матлюбова, с декабря 2008 по декабрь 2009 года являлся первым заместителем министра внутренних дел Республики Узбекистан Баходыра Матлюбова. С 2008 по 2009 год одновременно являлся одним из вице-президентов Федерации футбола Узбекистана. В 2009—2017 годах являлся начальником УВД по Джизакской области.
После смерти бывшего президента Узбекистана Ислама Каримова и прихода к власти вместо него Шавката Мирзиёева, 4 января 2017 года Абдусалом Азизов был назначен министром внутренних дел Узбекистана вместо Адхама Ахмедбаева. Спустя 10 дней после назначения министром внутренних дел, ему было присвоено звание генерал-майора. В качестве министра внутренних дел, Абдусалом Азизов участвовал в кардинальном реформировании системы МВД Узбекистана в сторону его прозрачности и открытости, упразднил термин «милиция» и учредил вместо него словосочетание «Органы внутренних дел Республики Узбекистан». 4 сентября 2017 года Абдусалом Азизов был освобождён от должности министра внутренних дел и назначен президентом Узбекистана Шавкатом Мирзиёевым министром обороны Республики Узбекистан вместо Кабула Бердиева. 14 января 2019 года Абдусалому Азизову присвоено звание генерал-лейтенанта.
11 февраля 2019 года был освобождён от должности министра обороны и назначен председателем Службы государственной безопасности Республики Узбекистан вместо Ихтиёра Абдуллаева. С 15 июля 2019 года также стал занимать должность президента Ассоциации футбола Узбекистана и обещал уничтожить в узбекистанском футболе договорные матчи и коррупцию.
23 ноября 2024 года освобождён от должности председателя Службы государственной безопасности в связи с покушением на Камиля Алламджанова. В этот же день был передан в распоряжение Секретариата Совета Безопасности при Президенте Республики Узбекистан 4 декабря был назначен на должность заместителя советника по общественно-политическим, религиозно-просветительским и молодежным вопросам Президента Узбекистана по вопросам молодежи. 
15 июля 2019 года избран президентом Ассоциации футбола Узбекистана. Переизбран на эту должность в 2021 и в 2024 году.
Имеет одну дочь и двоих сыновей.